# 本山佳龍
本山 佳龍（もとやま けいたつ、2006年12月26日 - ）は、ジャパンラグビーリーグワン静岡ブルーレヴズに所属するプロのラグビーユニオン選手である。2025年4月から静岡産業大学にも在籍するが、大学ラグビーでは活動しない。

## 略歴
小学2年から、大村ラグビースクール（長崎県大村市）でラグビーを始める。小学4年からは大村相撲クラブで相撲も始めて、小5の時に九州大会で優勝した。
中学時代には、全国ジュニア・ラグビーフットボール大会で長崎県代表で準優勝となった（2021年12月28日、第1グループB、決勝）。相撲では全国大会ベスト16となった。
相撲部屋や相撲の強豪校からの誘いを受けたが、高校からラグビーに専念。長崎南山高等学校ラグビー部で1年生から右プロップで先発出場する。高2ではU17日本代表として、日・韓・中ジュニア交流競技会に出場。
2024年12月、高3（17歳）の時に、U19日本代表としてアジアラグビーU19チャンピオンシップに出場した。
2025年4月からは大学ラグビーには進まず（大学ではラグビー部で活動せず）、静岡産業大学に在籍し保健体育の教員免許取得を目指しながら、静岡ブルーレヴズでプロラグビー選手として活動する。「学生とプロ選手の二刀流」となる。